# Campocolinus coqui
Il francolino coqui (Campocolinus coqui (A. Smith, 1836)) è un uccello galliforme della famiglia dei Fasianidi ampiamente diffuso nell'Africa subsahariana.

## Descrizione

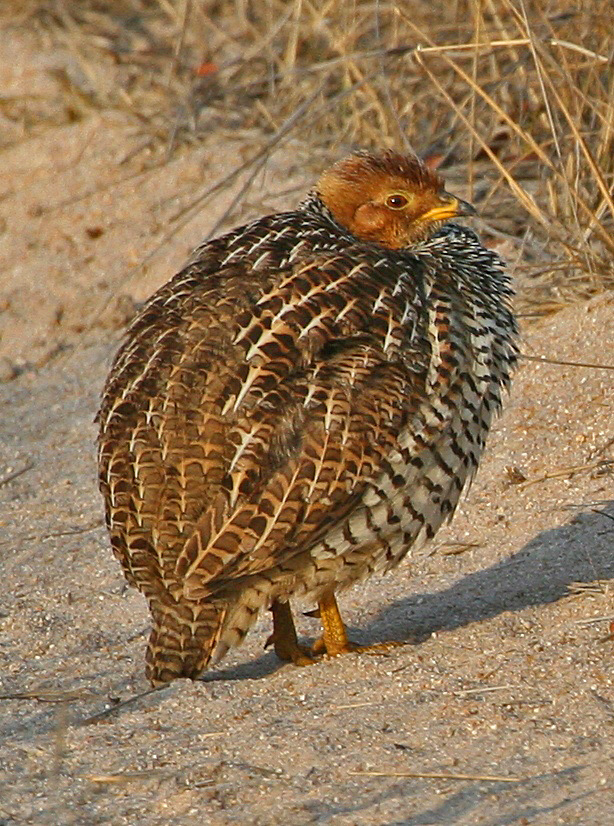
Maschio di P. c. coqui (Botswana).

### Dimensioni
Misura circa 25 cm di lunghezza, per un peso di 218-289 g.

### Aspetto
I sessi si distinguono per i motivi che ornano la testa, nonché per il fatto che il maschio è dotato di sperone, a differenza della femmina che ne è priva o, al massimo, ne ha uno di taglia molto modesta. Altrimenti, le parti prive di piume sono identiche: becco nero con la base gialla, iride marrone, zampe gialle. Nei maschi adulti, la gola, la faccia e i lati della testa sono di un color ocra-camoscio uniforme che contrasta fortemente con le zone chiare sottostanti. Il vertice e la nuca presentano una colorazione più scura. Le parti inferiori, dalla base del collo fino ai fianchi, sono fittamente barrate di nero, in maniera più intensa al centro del petto e con bande più larghe sui fianchi. Il dorso è grigio-brunastro con delle sottili strisce color camoscio. La parte superiore della coda è bruno-rossastra. Anche la femmina presenta parti inferiori barrate, ma ha il petto color fulvo uniforme. Molto diversi sono anche i motivi che ricoprono la testa: la gola bianca è delimitata da una sottile banda nera, mentre al di sopra dell'occhio vi è una stria nera che delimita il cappuccio. I giovani assomigliano alla femmina, ma hanno le parti superiori meno barrate. Inoltre le barre che ornano le parti inferiori sono più strette e meno evidenti, in quanto lo sfondo è di un colore più virante al camoscio.

## Biologia

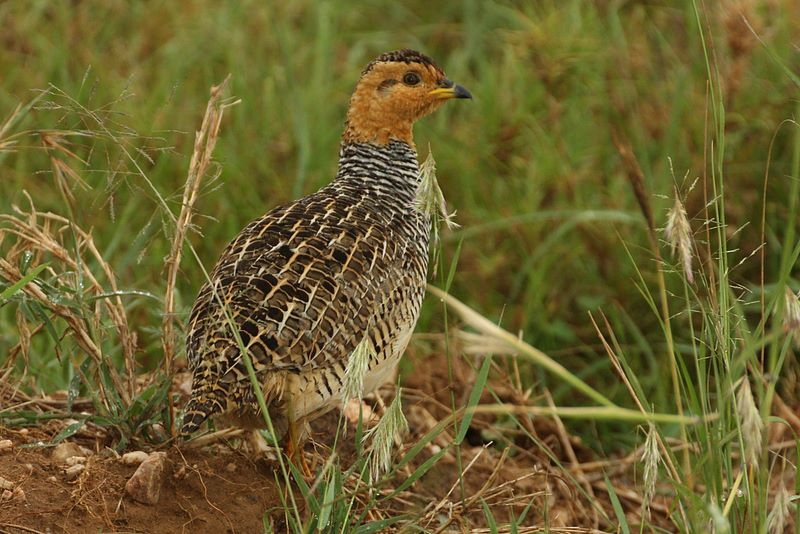
Maschio di P. c. maharao (Tanzania).

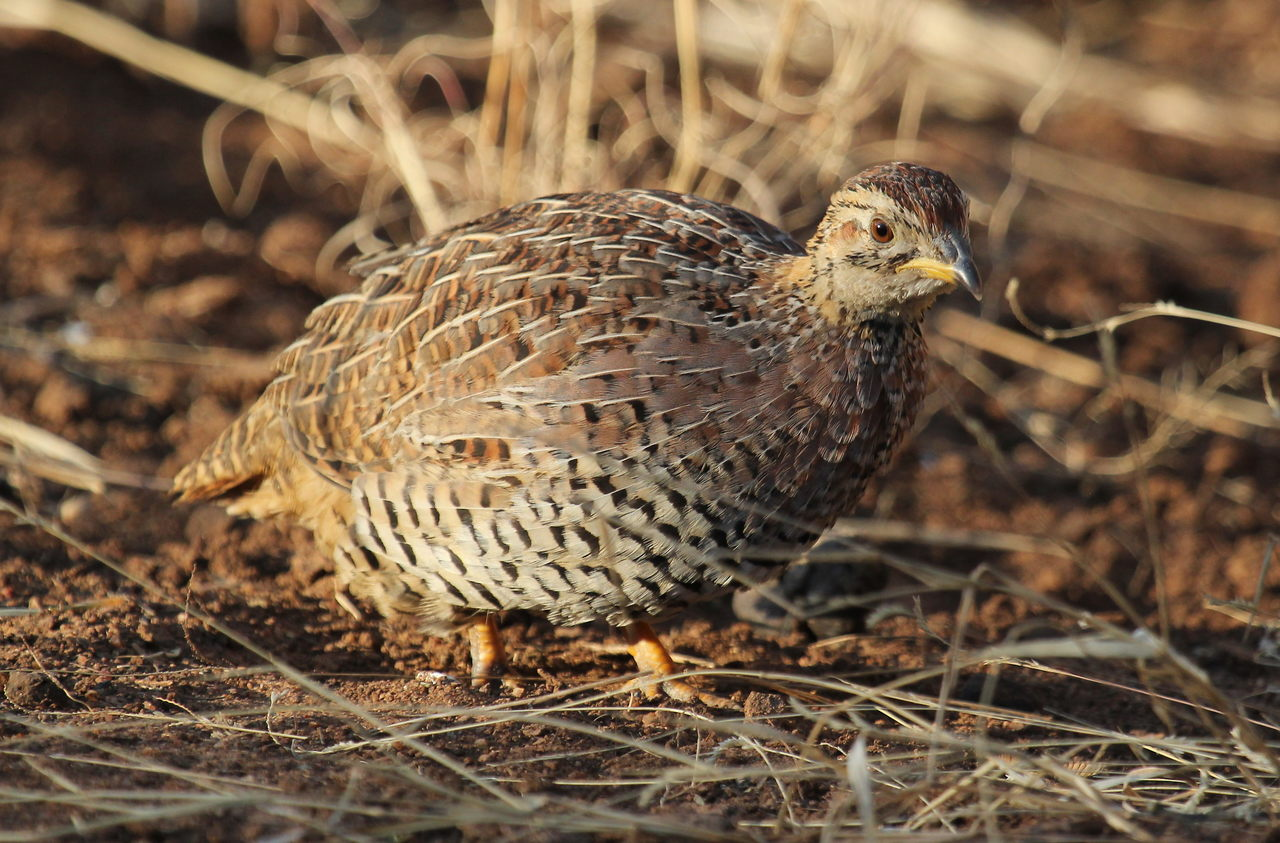
Femmina di P. c. coqui (Sudafrica).

È possibile osservare il francolino coqui in coppia o in piccoli gruppi che vivono nelle praterie alberate. Uccello sfuggente che frequenta quasi esclusivamente le zone coperte, mostra una certa ritrosia ad uscire allo scoperto, a meno che non si trovi in pericolo. In questo caso, è capace di un volo potente. La maggior parte delle volte, comunque, il francolino coqui preferisce fuggire correndo, ma in certi casi arriva anche ad accovacciarsi e ad adottare una postura immobile e rigida se si sente in pericolo. Riposa al suolo. La sua andatura è molto caratteristica: procede lentamente, con le zampe semiflesse, il corpo in posizione bassa, ma la testa decisamente sollevata. Si adatta molto bene alle regioni aride e non sembra dipendere troppo dalla presenza di specchi d'acqua permanenti. All'inizio della stagione riproduttiva, i maschi emettono dei richiami e si mostrano relativamente aggressivi.

### Alimentazione
Il suo menu è essenzialmente vegetariano, caratteristica che è anche la causa principale del suo declino o delle sue difficoltà a sopravvivere in certe regioni. Il pascolo eccessivo e le pratiche agricole tradizionali che comportano l'incendio della vegetazione, molto praticate in Africa, sono tra le cause fondamentali del degrado del suo habitat.

### Riproduzione
La specie è monogama. Costruisce il nido grattando sul terreno una piccola depressione che poi riveste con erba. La cavità è generalmente celata sotto un ciuffo d'erba abbastanza voluminoso. Di solito la covata è costituita da 4 o 5 uova, ma il loro numero può variare da 2 a 7. Le uova hanno una colorazione cha va dal bianco-rosato al marrone chiaro. Data la grande vastità del suo areale, il periodo di nidificazione può variare notevolmente a seconda della regione, ma è quasi sempre legato all'inizio della stagione delle piogge.

## Distribuzione e habitat
I francolini coqui frequentano le praterie aride alberate fino a 2200 metri di altitudine. In certi luoghi si possono osservare tra le dune sabbiose dove si sviluppa una copertura di arbusti. Non penetrano mai all'interno delle zone coltivate, ma ne frequentano i margini se non vengono disturbati. I francolini coqui sono endemici dell'Africa. Nella parte occidentale del continente, dal sud della Mauritania al nord della Nigeria, sono molto scarsi, mentre sono più numerosi nelle zone aride dell'Africa orientale, in Kenya, nel sud dell'Uganda, nonché nel sud-est del Camerun. Il coqui è totalmente assente dall'Africa sud-occidentale.

## Tassonomia
Ne vengono riconosciute quattro sottospecie:
- C. c. spinetorum (G. L. Bates, 1928), diffusa da Mauritania e Mali fino al nord della Nigeria;
- C. c. maharao (W. L. Sclater, 1927), diffusa in Etiopia meridionale e Kenya centrale e orientale;
- C. c. hubbardi (Ogilvie-Grant, 1895), diffusa in Kenya occidentale e meridionale e in Tanzania settentrionale;
- C. c. coqui (A. Smith, 1836), diffusa in un'ampia fascia di territorio che da Gabon e Repubblica Democratica del Congo giunge fino a Kenya meridionale e Uganda a est e al Sudafrica a sud.